# Westermannia goodi
Westermannia goodi is een vlinder uit de familie visstaartjes (Nolidae). De wetenschappelijke naam van deze soort is voor het eerst geldig gepubliceerd in 1912 door Hampson.
De soort komt voor in tropisch Afrika.